# La rocca dei Celti
La rocca dei Celti è un romanzo thriller a sfondo fantascientifico dello scrittore italiano Franco Ricciardiello pubblicato originariamente nel 1987. Narra una storia di fanta-archeologia, viaggi nel tempo ed esseri umani immortali ambientata nel sito archeologico di Newgrange in Irlanda.
La stesura del romanzo risale all'estate/autunno 1984, due anni prima dell'uscita nelle sale cinematografiche del film Highlander - L'ultimo immortale di Russell Mulcahy, fiction che a sua volta ha come tema l'immortalità in un'ambientazione “celtica” (la Scozia invece dell'Irlanda).

## Trama
Franco Oppezzo, studente di archeologia all'Università di Torino, torna in Irlanda dopo sei mesi di lontananza; era rientrato in Italia a causa del fallimento della relazione con Fionnula, un'irlandese che partecipa insieme a lui alle ricerche dell'équipe del professor O'Higgins.
Nel sito preistorico di Newgrange, a non molta distanza da Dublino, una spedizione archeologica guidata dal prof. Demeulenaere ha scoperto documenti che gli permettono di sostenere che tutta la storia dell'Europa antica fino al 500 e.v. è falsa.
L'équipe O'Higgins è in attesa in una casa di proprietà del professore, nella contea di Donegal, dove Franco ritrova l'ambiente accogliente e informale lasciato all'inizio della brutta stagione precedente: i colleghi studenti e ricercatori e le nipoti di O'Higgins. Il professore è uno strenuo oppositore delle teorie di Demeulenaere, il quale ipotizza l'esistenza di un vasto impero celtico esteso dall'Irlanda alla Pianura padana, dal Portogallo alla Svezia, anteriore all'espansione di Roma. Secondo O'Higgins invece l'autore della Pergamena, che non era un contemporaneo, interpretò erroneamente i dati a sua disposizione.
Franco è contento di non provare più nulla quando si incontra con Fionnula, anche perché subito dopo si rende conto dell'interesse di un'altra studentessa archeologa dell'équipe per lui, Caitlín òCoileain. Quando il gruppo ritorna a Dublino, i due ragazzi dono già insieme.
L'équipe si trasferisce a Slane, 50 km a nord della capitale, per la ripresa dei lavori al sito megalitico di Newgrange. Qui sorge una tomba a corridoio di origine megalitica, anteriore al 2000 a.e.v.; uno dei tre passaggi d'accesso è da anni aperto al pubblico; nel secondo il prof. Demeulenaere ha fatto la sua scoperta sensazionale; il terzo infine è ancora sigillato, oggetto degli scavi affidati a O'Higgins.
Mentre i giovani archeologi sono al lavoro, accade un fatto tragico: Demeulenaere viene assassinato a Londra in un agguato terroristico. Qualche giorno più tardi gli archeologi si aprono la strada fino alla camera sepolcrale in fondo al passaggio n. 3 di Newgrange, senza rinvenire alcun reperto notevole come la Pergamena. L'autorizzazione agli scavi viene ritirata all'équipe angloamericana e O'Higgins riceve dal Ministero l'esclusiva per il sito.
Franco torna in Italia per le vacanze di natale, viene convocato in Prefettura con una scusa; qui un poliziotto inglese gli mostra le immagini riprese casualmente con una telecamera di strada che mostrano l'assassinio di Alfons Demeulenaere. Franco riconosce senza ombra di dubbio nell'assassino il suo amico e collega Seághan. La pista che segue la polizia è il terrorismo dell'IRA. Franco è sconvolto, non può credere che gli amici con cui lavora, compresa Caitlín, siano terroristi. Tende a convincersi che solo Seághan abbia rapporti con l'IRA.
Al suo ritorno in Irlanda, scopre che la situazione politica evolve rapidamente. Londra ha ritirato l'esercito dall'Ulster, l'IRA si sta mobilitando per quella che potrebbe essere una guerra a breve termine contro l'Irlanda del Nord. Il prof. O'Higgins è giunto alla conclusione che la Pergamena di Newgrange sia “un falso in buona fede”, redatto a partire da un'interpretazione erronea.
Ma una sera nel sotterraneo del palazzo dove come al solito si è ritirato con gli amici, Franco fa una scoperta agghiacciante: una donna nuda e incatenata, visibilmente torturata. Tutta l'équipe sembra complice di questo abominio. Caitlín chiede agli altri il permesso di raccontargli lei la verità.
Caitlín porta Franco nella città di Enniskillen, Irlanda del Nord, mentre tutto intorno è in corso la mobilitazione dell'IRA e anche dei Difensori Protestanti. I due si rinchiudono per alcuni giorni in una casa isolata perché la ragazza deve rivelargli una verità difficile da credere. Lei, come tutti gli amici del gruppo di O'Higgins, non è una studentessa di poco più di vent'anni, bensì un essere immortale nato 4800 anni prima. Il suo vero nome è Leannán. Fa parte di una popolazione di poche centinaia di immortali che si nascondono sotto false identità, superstiti dei circa 3000 che originariamente ricevettero il dono della vita eterna; gli altri sono morti nel corso di una lunghissima guerra con una precedente generazione di immortali, i Seanóin (“i Vecchi”) nata due secoli prima. La donna prigioniera e anche Demaulenaere erano due Seanóin, due nemici. Leannán e gli altri chiamano se stessi Ogánach (“i Giovani”).
Tutto ebbe origine nella valle del fiume Boyne, intorno a Newgrange. C'era stata una guerra iniziale, i Seanóin sconfitti erano migrati in Inghilterra. Gli immortali avevano deciso, per evitare invidie e pericoli, di nascondere la propria identità e confondersi con i mortali. Nei secoli, la due fazioni si erano mescolate con gli inglesi invasori e gli irlandesi oppressi, impegnate in una lotta senza quartiere dal XII secolo in poi. La Pergamena di Newgrange è un tentativo di fare uscire allo scoperto i nemici per colpirli.
Franco è perplesso e confuso, stenta a accettare il fatto che la ragazza che ama è un essere immortale che approva e collabora alla soppressione di altri immortali. Franco si domanda perché sia stato coinvolto nella guerra degli Immortali e perché Caitlín/Leannán gli abbia rivelato i loro segreti. I due vengono raggiunti dagli altri Ogánach che portano con sé la prigioniera, e nella notte scatta la crisi, i volontari dell'IRA iniziano l'invasione dell'Ulster.
Le rivelazioni non sono ancora finite. Tocca ancora a Leannán raccontargli il seguito. La nascita degli Immortali non fu un evento naturale: i Seanóin furono “creati” dalla macchina misteriosa di un uomo, Sioraí, che dopo gli eventi si assentò per due secoli e al ritorno in Irlanda per rimediare al dispotismo degli Immortali creò anche gli Ogánach. Sioraí rimase alleato di questi ultimi fino alla propria morte durante la Seconda guerra mondiale. A questo punto arriva, terribile, la rivelazione: Franco è il clone di Sioraí.
Gli Ogánach infatti padroneggiano la tecnologia della clonazione umana. Morto Sioraí, hanno clonato il suo patrimonio genetico. Hanno un piano per Franco: convinti che sia giunto il momento di donare l'immortalità all'umanità, vogliono comprendere il funzionamento della macchina con la quale Sioraí creò le due generazioni di immortali.
Inoltre, Franco viene a sapere che Sioraí lavorava su due macchine delle quali ha lasciato istruzioni scritte in un codice incomprensibile, la chiave del quale è in un documento che gli viene consegnato da An Muir, il decano degli immortali. Franco scopre di saperlo leggere perché è scritto in un alfabeto da lui stesso inventato da bambino.
Infatti la seconda macchina di Sioraí permette di viaggiare nel tempo ed è programmata per riportarlo al 3000 a.e.v., la data in cui rese immortali i Seanóin. Franco e Sioraí sono la stessa persona. Il giovane si libera del controllo degli Ogánach, convince Caitlín a aiutarlo e torna indietro nel tempo portando con sé la macchina dell'immortalità.

## Protagonisti

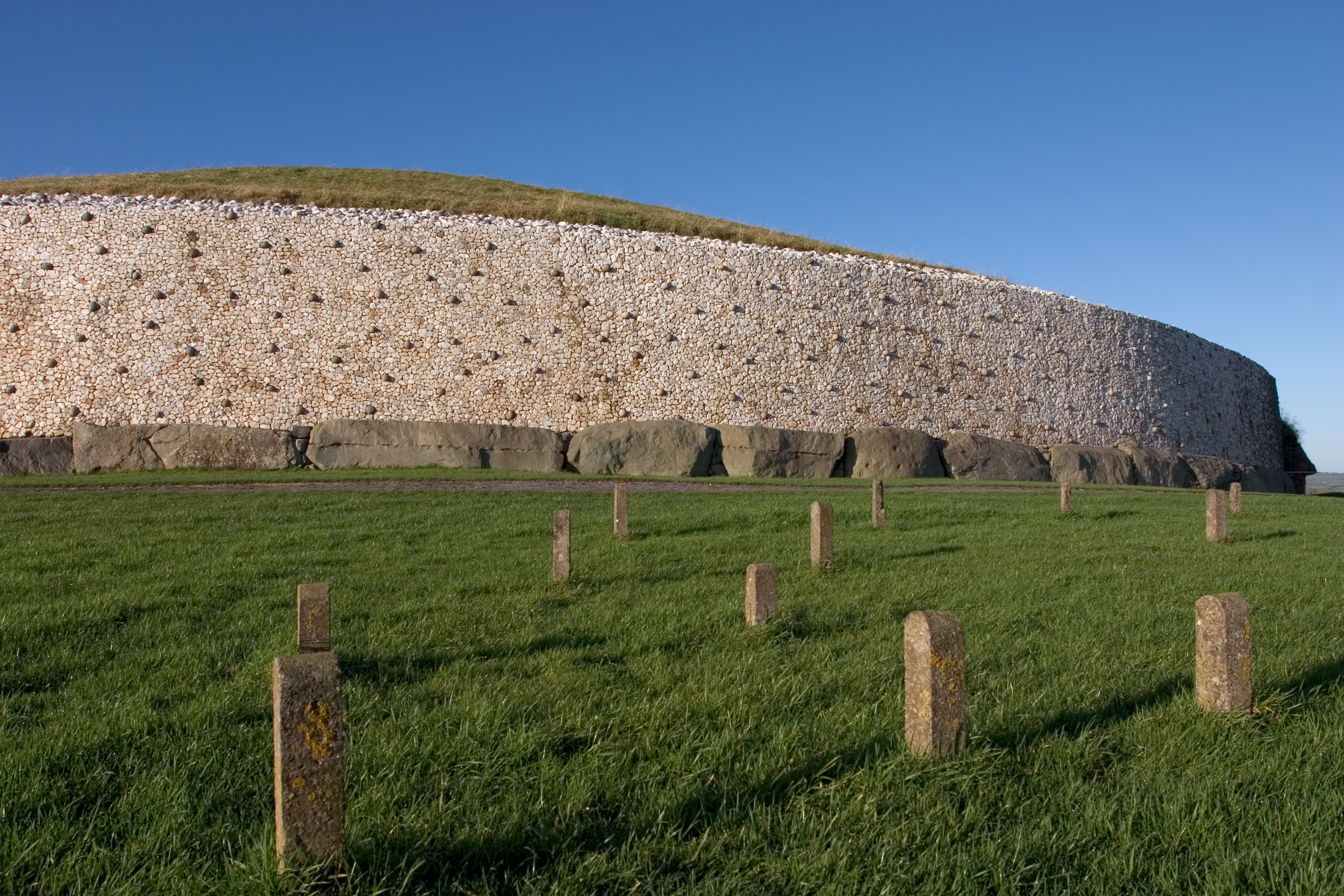
Il tumulo di Newgrange

- Franco Oppezzo, 25 anni, studente di archeologia dell'Università di Torino
- Colm O'Higgins, professore di archeologia sociale al Trinity College di Dublino
- Seághan òCathán (nato Sean O'Kane) membro dell'équipe archeologica O'Higgins
- Caitlín òCoilean (nata Kathleen Collins) 23 anni, membro dell'équipe archeologica O'Higgins
- Peadar òConaire (nato Peter O'Connor) membro dell'équipe archeologica O'Higgins
- Fionnula òFlaitbartáig (nata Fionnula O'Flaherty) membro dell'équipe archeologica O'Higgins
- Deirdre McEoin (nata Deirdre Mac Keown) 23 anni, nipote del professor O'Higgins, impiegata presso un Ministero
- Orla McEoin (nata Orla Mac Keown) nipote del professor O'Higgins
- Seàn McBride, fidanzato di Orla
- Alfons Demulenaere, dell'Università di Cambridge, titolare dell'équipe archeologia anglo-americana che ha scoperto la Pergamena di Newgrange
- Susanne Ashbury, giornalista inglese

Ogánach (I Giovani)
- An Muir
- Beo (O'Higgins)
- Dirìm (Sean)
- Domhan (Orla McEoin)
- Duibheagán (Deirdre)
- Gaoth (Fionnula)
- Ionadaí (Peadar)
- Leannán (Caitlín)
- Othar (Pádraic)
- Saighdiúir (Seághan)
- Sioraí (Franco)

Seanóin (i Vecchi)
- Aer (Demeulenaere)
- Sealgaire (Susanne Ashbury)

## Critica
(Andrea Vaccaro)

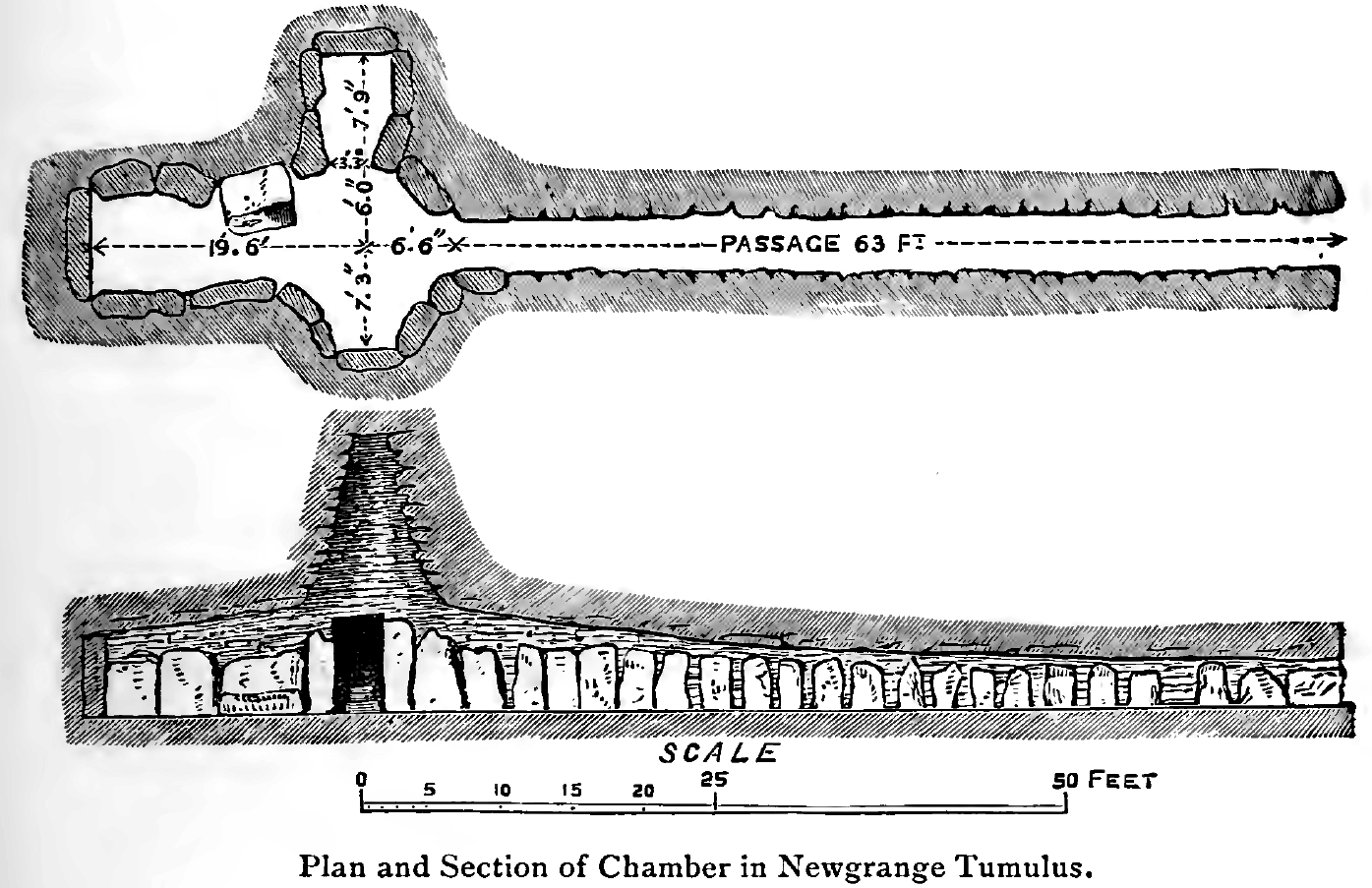
Pianta e sezione della tomba di Newgrange. William Frederick Wakeman, 1903.

La struttura di La rocca dei Celti è ottenuta per montaggio di sezioni narrative “assortite”, spesso fortemente descrittive, su un plot assolutamente essenziale: la trama costruita intorno a successive “rivelazioni” è un esempio di montaggio per accumulazione che l'autore svilupperà nei romanzi successivi, i cui blocchi narrativi, oltre a scandire il corso degli eventi, hanno la funzione di informare il lettore sull'ambientazione.
Come in buona parte della produzione di Franco Ricciardiello negli anni ottanta, il mutamento delle condizioni iniziali sembra impossibile, o per lo meno fa emergere la costante di un periodo che coincide con la vita del protagonista; il che è ancora più vero nel caso di questo romanzo in cui l'inizio e la fine si saldano con il meccanismo del paradosso temporale. È vero, tra l'altro, che lo sviluppo della storia passa attraverso una intera serie di paradossi caratteristici della fantascienza, o del suo sottogenere “viaggi nel tempo”, ma ne emerge il paradigma forse più importante della narrativa di Ricciardiello, quello della memoria, che rimane costantemente in primo piano durante la vicenda.
La chiusura del circolo temporale, la cui esistenza viene esplicitata nella quarta rivelazione, è affidata agli effetti di una “macchina” imprecisata, il cui funzionamento (come pure quello dell'altra macchina, che ha trasformato le popolazioni ìbere della Valle del Boyne in immortali) nemmeno gli utilizzatori riescono a comprendere, e che anzi esistono unicamente in base al paradosso temporale.
L'appartenenza di La rocca dei Celti al genere fantascienza genera comunque un problema narratologico, in quanto non è una riflessione su argomenti scientifici, ma contiene in embrione i caratteri di contaminazione tra generi: oltre al mistery sono anche presenti elementi di geo-politica tipici del romanzo di spionaggio.

## Edizioni
- La rocca dei Celti, Editoriale Ambra, 1987,  p. 132.
- La rocca dei Celti, Intercom Science-Fiction Station, 2009,  pp. 64 (PDF).
- La rocca dei Celti, eBook mobi DRM free, Amazon Media, 2014, ASIN B00PHQRR0S.